# جنگ‌های عثمانی در خاورمیانه
جنگ‌های عثمانی در خاورمیانه به سلسله درگیری‌هایی گفته می‌شود که در شام، آناتولی، میان‌رودان و قفقاز درگرفت. 
در اوت ١٤٠٠ میلادی، تیمور لنگ به خاک عثمانی یورش برد و در نبرد آنکارا به سال ١٤٠٢ میلادی بر ترکها غلبه کرد. جنگ بعدی در این ناحیه در ١٥ اوت ١٤٦١ میلادی رخ داد که اوزون حسن با مغلوب کردن سلسله اسفندیاریان، موفق شد امپراتوری طرابوزان را از میان ببرد.
زمانی که سلطان بایزید دوم به حکومت عثمانی رسید ، با شورش برادرش ، جم سلطان، و ادعای او در مورد سلطنت مواجه شد. جم که از حمایت مملوکان مصر برخوردار بود، با کمک نیروی نظامی آنان به عثمانی هجوم برد ولی پس از شکست، به رودس گریخت.
در زمان سلطان سلیم دوم، جنگ با مملوکان دوباره آغاز شد و این بار به سقوط مصر و تسلط عثمانی‌ها بر آنجا انجامید. همچنین، سلطان سلیم با پیروزی بر صفویان در نبرد چالدران، درگیری‌های طولانی با ایران را آغاز کرد. (جنگ‌های ایران و عثمانی)